# シリアの歴史
シリアの歴史を記す。この地域は世界的にも歴史の古い土地であり、古代オリエント時代においてもメソポタミア、アッシリア、バビロニア、さらにギリシア・ローマ、ビザンチン帝国と支配者がめまぐるしく変わり、今のようにイスラム世界に入ってからも、ウマイヤ朝、アッバース朝、セルジューク朝、などの各王朝からモンゴル人のイル汗国、オスマン帝国と支配者は変わった。近代には列強の争いの舞台となるなど、人類史の縮図といっていい。

## 概史

### 先史

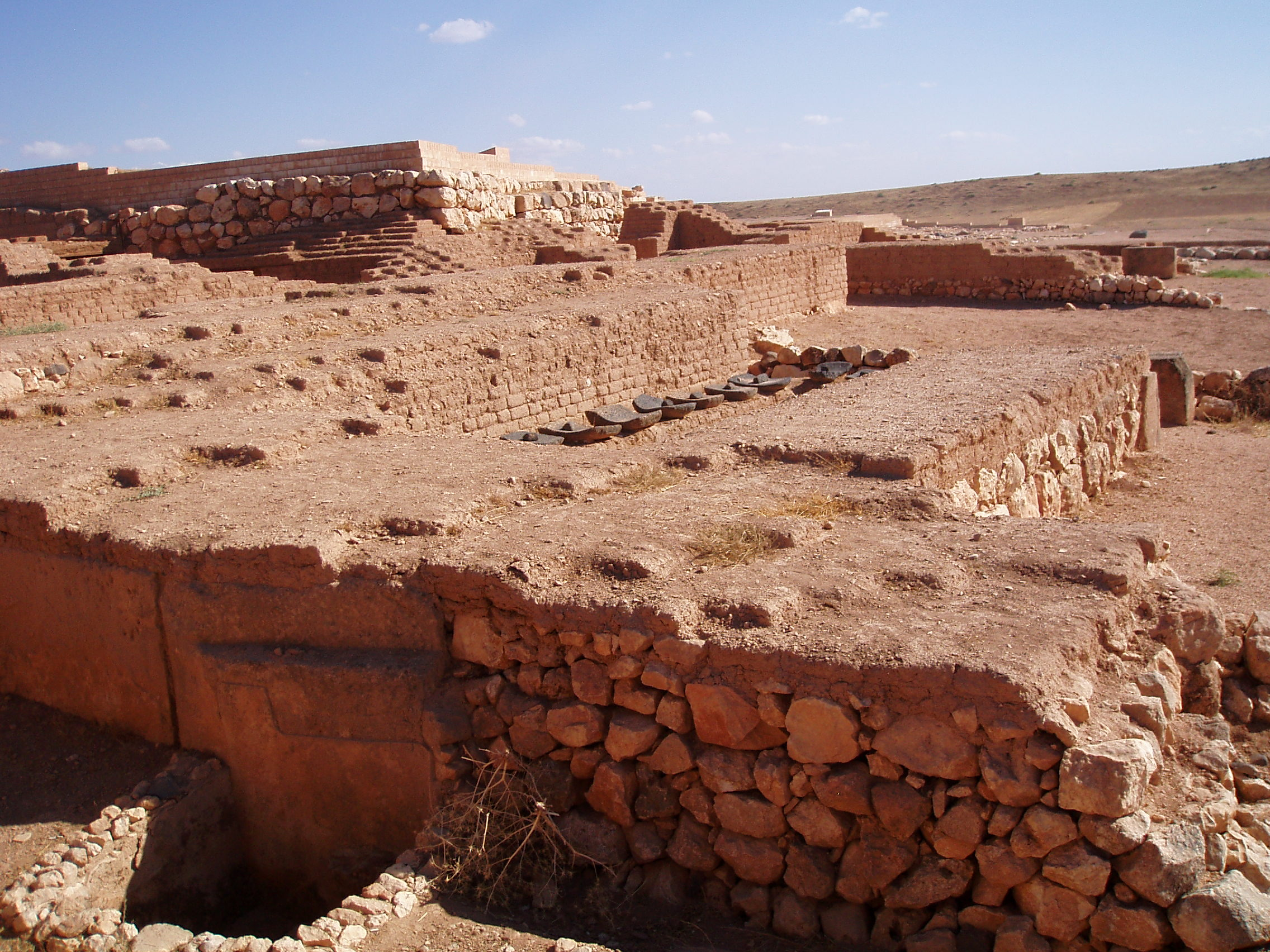
エブラ遺跡

この地域は世界で最も古い歴史を持つ土地と言われ、紀元前1万年頃に氷期が終わり、地球が温暖化が始まった紀元前8000年頃にはこの地域では麦による農耕が始められた。紀元前6000年ごろには「肥沃な三日月地帯」の一部として灌漑農業が発展し、紀元前3000年ころには農耕に富を基盤とした文明の萌芽があった。

### 「肥沃な三日月地帯」

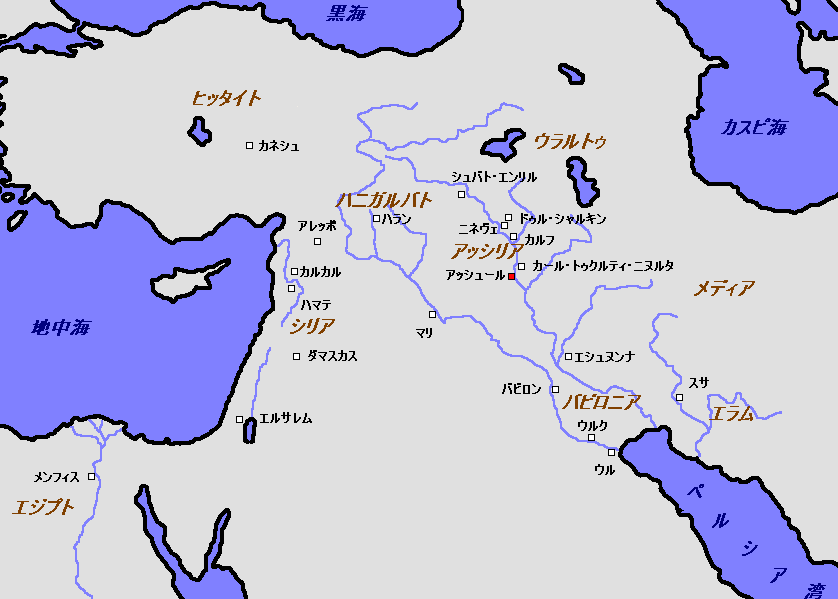
古代中東地域の都市と諸勢力

紀元前3千年紀にはエブラ、キシュ、アブツァラリク、マリなどセム語を使用する人々が建てた都市国家群が成立し、そのうちエブラは大麦、オリーブや織物の生産が行われ、「マリムーク」という指導者のもと、メソポタミアからパレスチナ、エジプトまで交易が営まれていた。紀元前23世紀頃には王の道やウィア・マリスという通商交易路が使われていた。エブラは紀元前2250年ごろにアッカドに滅ぼされる。
マリは宗教的中心地として紀元前1900年頃栄えるが、紀元前1850年アッシリア王のシャムシ・アダド1世がヤスマフ・アダドをマリ王にし間接支配を布いた。そして紀元前1759年にはバビロニアのハンムラビに滅ぼされた。紀元前15世紀にミタンニ王国が成立。紀元前13世紀にはアッシリアがミタンニ王国を滅ぼした。
一方、海岸部ではフェニキア人の植民が展開された。海の民によりヒッタイトが滅亡するとアラム人の小国（シロ・ヒッタイト国家群）が乱立。その後はアッシリアがティグラト・ピレセル3世などの優秀な指導者によって勢力を増し、紀元前735年アッシリアが統一。紀元前732年には北に位置する騎馬民族スキタイに押されて南下したキンメリア人の侵攻を受けた。その後、アッシリア最後の偉大な王とされるアッシュールバニパル（在位：紀元前668年 - 紀元前627年頃）が即位し、ニネヴェ図書館と呼ばれる図書館を建造して数万点に及ぶ粘土板を保管した。これらは今のメソポタミア史を研究する上で絶大な影響力を持つ。
だが彼の死後、急速に衰退したアッシリアは紀元前612年に新バビロニアとメディアの攻撃を受けて滅亡。そして新バビロニア、メディア、リディア、エジプトなどの強国が乱立するが、アケメネス朝ペルシアのキュロス2世がメソポタミア地域の統一、続くカンビュセス2世が古代エジプトを制圧し、ついに古代オリエント世界全域の支配に成功した。

### ギリシアとローマの支配

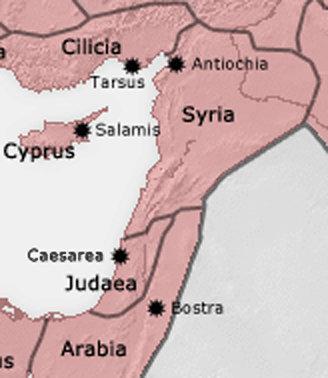
ローマ帝国のシリア属州

アケメネス朝ペルシアの支配は長く続いたが、アレクサンドロス大王率いるマケドニア王国の征服を受けると、急速にギリシア化が進んだ。紀元前322年のディアドコイ戦争でアレクサンドロス帝国は分裂し、紀元前301年にセレウコス朝が建国された。セレウコス朝はインドからイランをへてアナトリアにいたる広大な領土を持っていたが、紀元前200年ころからアルサケス朝、グレコ・バクトリア王国の侵食を受け縮小。さらにポエニ戦争にかかわったことから古代ローマ（共和政ローマ）とローマ・シリア戦争などで交戦状態となって衰退してゆき、紀元前64年にローマ帝国に併合された。
ローマ帝国の支配下ではパルミラなど諸都市が大いに栄えた。ローマ帝国が東西に分裂するとシリアは東ローマ帝国の版図に入る。

### イスラム圏へ

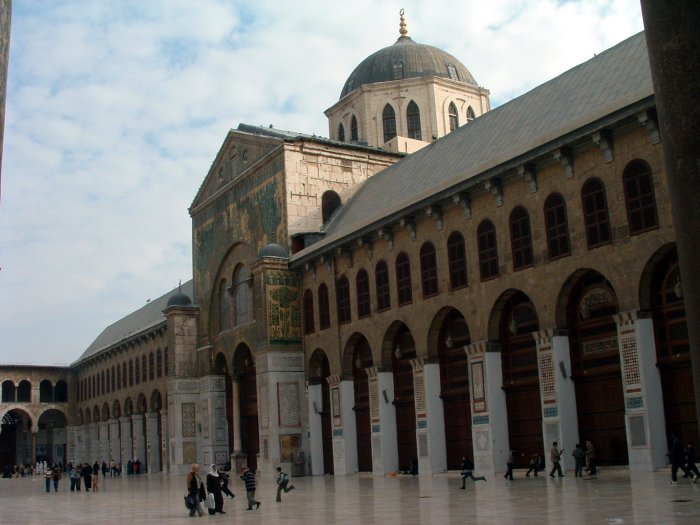
ダマスカスのウマイヤ・モスク（7世紀）

7世紀にはイスラム勢力が勃興し、イスラム圏に組み入れられた。ウマイヤ朝のもとではダマスカスが首都とされた。その後754年に樹立されたアッバース朝はバグダードを首都としたため、シリア地方に転落した。しかし、バグダードからはシリアのダマスカスに通じる門と街道が整備された。その後10世紀にはファーティマ朝が支配するが、10世紀末の反抗運動により撤退した。

### トルコ系王朝
その後中央アジアからトルコ系遊牧民が渡来し、セルジューク朝を樹立すると、シリアにはシリア・セルジューク朝が成立した。その頃ヨーロッパから十字軍が侵攻し激戦が展開され、アンティオキアを都に置くアンティオキア公国が建国された。1117年にシリア・セルジューク朝が滅亡すると、代わってアルトゥク朝が支配した。

### クルド系王朝
1194年にはアイユーブ朝が取って代わった。

### モンゴル帝国
1260年にフレグ率いるモンゴル人がこの地の征服を開始（モンゴルのシリア侵攻）。2月25日、アレッポ攻囲戦。4月、ダマスカスを占領。9月3日、アイン・ジャールートの戦い。秋、イル汗国を建国。12月10日、第一次ホムスの戦い。
1262年、ベルケ・フレグ戦争
1277年、エルビスタンの戦い（en）。1281年、第二次ホムスの戦い。1299年、第三次ホムスの戦い。1303年、マージ・アル・サファーの戦い。

### マムルーク朝
その後シリアはエジプトのマムルーク朝の支配を受けることになった。

### オスマン帝国
北方でオスマン帝国が興隆し、マムルーク朝が滅ぼされるとシリアはオスマン帝国の支配を受けることになった（ダマスカス・エヤレト、1517–1865）。
ダマスカス・エヤレトは、アレッポ・エヤレト（1534–1864）、トリポリ・エヤレト（1579–1864）、シドン・エヤレト（1660–1864）、シリア・エヤレト（1865–1918）の4つに分割された。

### OETA
1917年、オスマン帝国が占領され、占領下敵国領政庁（1917年 - 1920年）が成立した。

### フランス占領期

フランス委任統治領シリア

1920年3月8日、シリア・アラブ王国の独立はハーシム家のファイサル1世が国王に即位することで達成された。
しかし、フランス・シリア戦争（en:Battle of Tel Hai、マイサルーンの戦い、en:1920 capture of Damascus）におけるシリア・アラブ軍とフランス軍との間で衝突が起こると、7月24日にはファイサル1世のシリアにおける治世は四ヶ月あまりで終焉し、彼は後にイラク王国の王になる。
国際連盟がシリアをフランスの委任統治下においたのち、フランス軍はシリアを占領した（フランス委任統治領シリア、1920年-1946年）。その後、フランス委任統治領シリアは、en:State of Damascus、en:State of Aleppo、en:Alawite State、en:Jabal Druze State、en:Sanjak of Alexandretta、大レバノンに分割・統治された。
フランスとシリアはフランス・シリア独立条約を1936年9月に交渉した、ファイサル王政下のシリア首相、ハーシム・アル＝アタースィーは新政権下での新しい大統領に選ばれ、その結果、近代最初のシリア第一共和国が樹立された。
しかし、フランスは条約を破り、それを批准することを拒否した。第二次世界大戦時、1940年のフランス陥落により、シリアは、1941年7月にイギリス軍と自由フランス軍に占領されるまでヴィシー政権の統治下におかれた。
シリアは1941年にその独立を宣言した。しかしそれが一共和国の独立宣言として認識されたのは1944年の7月のことであった。1945年2月、シリアはドイツと日本に宣戦布告をした。シリアの民族主義者グループからのプレッシャーの継続および英国からの圧力は、1946年4月にフランスをして同国軍を撤退せしめ、委任統治時、結成された共和国政府が掌握した国家が遺された。

### 独立・シリア共和国
1946年、シリア第一共和国としてフランスより独立。同年、自治権を求めるアラウィー派の反乱が起きるが、政府により鎮圧。
1949年3月、クーデターによりフスニー・アッ＝ザイームが政権を握るが、同年8月に打倒されハーシム・アル＝アターシーの挙国一致政権が成立した。
1951年12月にアディーブ・アッ＝シーシャクリーによるクーデターが発生し、軍事独裁政権が成立。
1952年、再度、自治権を求めるアラウィー派の反乱が起きるが、政府により鎮圧。同年、シーシャクリー政権は全政党を禁止した。
1954年、ドゥルーズ派による反乱が起きるが、政府により鎮圧。同年、クーデターにより、シーシャクリー政権が打倒された。
1957年、ソ連との間に経済技術援助協定が締結された。

### アラブ連合共和国
1958年2月にエジプトと連合、「アラブ連合共和国」が成立した（首都：カイロ）。同年3月、北イエメンが連合国家に合流した。
翌1959年には、エジプトによって全政党が解党され、翼賛政党へ加入した。

### 独立・シリア・アラブ共和国
1961年9月に陸軍将校団によるクーデターが発生し、エジプトとの連合が解消され、シリア・アラブ共和国として再独立した。

### バアス党政権樹立
1963年3月8日、革命によりバアス党が政権を獲得した。
1964年、ハマー動乱勃発。同年、元大統領のシーシャクリーが亡命先においてドゥルーズ派の青年に暗殺される。
1966年、クーデターが起き、バアス党の若手幹部によって古参幹部が追放され、バアス党組織はシリア派とイラク派に分裂。
1967年、第三次中東戦争勃発、ゴラン高原を失った。

### ハーフィズ・アル＝アサド政権
1970年、バアス党で急進派と穏健・現実主義派が対立、ハーフィズ・アル＝アサドをリーダーとした穏健・現実主義派がクーデター（矯正運動）で実権を握る。
1971年、ハーフィズ・アル＝アサドが大統領に選出された。
1973年、第四次中東戦争勃発。
1976年、レバノンへの駐留開始（レバノン内戦）。
1980年、ソビエト・シリア友好協力条約締結。
1981年、ハマー虐殺。
1982年、ハマー虐殺。
2000年、ハーフィズ・アル＝アサド大統領が死去し、息子のバッシャール・アル＝アサドが大統領に就任した。

### ダマスカスの春
一般にシリアは前大統領ハーフィズ・アル＝アサド時代のイメージから大統領による個人独裁国家であるとみなされる事が多いが、現大統領バッシャール・アル＝アサドの就任以降は絶大な大統領権限は行使されず、その内実は大統領や党・軍・治安機関幹部による集団指導体制であり、より厳密には個人独裁ではなくバアス党（及び衛星政党）による一党独裁である。バッシャール・アル＝アサドは大統領就任当初には、民主化も含む政治改革を訴えて、腐敗官僚の一掃、政治犯釈放、欧米との関係改善などを行い、シリア国内の改革派はバッシャールの政策を「ダマスカスの春」と呼んだ。
改革では反汚職キャンペーンなどの面で多少の成果があったものの、基本的には、改革に反対するバアス党内の守旧派や軍部の抵抗で思うように進展せず、また2003年のイラク戦争でアメリカ軍の圧倒的な軍事力で隣国の同じバアス党政権のサッダーム・フセイン体制が僅か1ヶ月足らずで崩壊させられたことを受けて、以後、一転して体制の引き締め政策が行われ、デモ活動や集会の禁止、民主活動家の逮捕・禁固刑判決、言論統制の強化、移動の自由制限など、民主化とは逆行する道を歩む。近年、レバノン問題で欧米との対決姿勢を鮮明にしてからは、この傾向がますます強くなった。理由としては、グルジアなどで、いわゆる「色の革命」といわれる民主化運動により、時の強権的政権が次々と転覆したことに脅威を覚えたからだと見られている。その後、アラブの春へと続く反政府運動を受けて、これまでの引き締め政策は転換し反政府側に融和的な政策を打ち出したものの失敗したことで結果的にはその後のシリア内戦へとつながっていった。
2005年、レバノンよりシリア軍が撤退した。
2007年に、バッシャール・アル＝アサドが大統領信任投票において99%の得票率で再選され、2期目の就任を果たした。
翌2008年、隣国レバノンとの間に正式な外交関係が樹立され、大使館設置で合意した。